# Fashion King (phim)
Ông hoàng thời trang (tiếng Hàn: 패션왕; Romaja: Paesyeonwang) là một bộ phim Hàn Quốc ra mắt năm 2014 miêu tả khôi hài về tuổi mới lớn của học sinh trung học khi phát hiện ra niền đam mê thiết kế thời trang.
Đây làm một bộ phim chuyển thể từ loạt webtoon nổi tiếng Fashion King của Kian84 (tên thật là Kim Hee-min), được phát hành trên Naver từ 5 tháng 5 năm 2011 tới 6 tháng 6 năm 2013, và nhận được bốn triệu luợt hit.

## Nội dung
Woo Ki-myung, một học sinh trung học bình thường, phải lòng Hye-jin, một cô gái nổi tiếng và đẹp nhất trong lớp. Vì vậy, để giành được trái tim của cô, anh quyết định thay đổi hình ảnh của mình và trở thành người ngầu nhất, ăn mặc đẹp nhất trên thế giới. Khi người cố vấn của anh Nam-jung giới thiệu anh vào thế giới thời trang, Woo-myung thấy mình bước vào một cuộc cạnh tranh với Won-ho, một tay đầu gấu của trường. Trong khi ấy, anh đã không nhận ra rằng Eun-jin đang yêu thầm mình.

## Diễn viên
- Joo Won vai Woo Ki-myung
- Choi Sulli vai Kwak Eun-jin
- Ahn Jae-hyun vai Kim Won-ho
- Park Se-young vai Park Hye-jin
- Kim Sung-oh vai Kim Nam-jung
- Lee Il-hwa vai mẹ Ki-myung
- Shin Ju-hwan vai Kim Chang-joo
- Min Jin-woong vai Kim Doo-chi
- Kim Ian vai Hyuk-soo
- Park Doo-sik vai Sung-chul
- Woo Sang-jeon vai nhà sư già
- Lee Geung-young vai bố Won-ho (cameo)
- Han Hye-jin vai chính mình, MC (cameo)
- Hong Seok-cheon vai chính mình, MC (cameo)
- Kim Na-young vai chính mình, MC (cameo)
- Horan (Clazziquai) vai trợ lý nữ (cameo)
- Lee Joo-young vai giám khảo Vua thời trang Hàn Quốc (cameo)
- Jung Doo-young vai giám khảo Vua thời trang Hàn Quốc (cameo)
- Oh Se-il vai giám khảo Vua thời trang Hàn Quốc (cameo)
- Ahn Sun-young vai giám khảo Hanbok (cameo)
- Lee Hyo-jae vai giám khảo Hanbok (cameo)
- Hwang Byung-gook vai giáo viên chủ nhiệm của Ki-myung (cameo)
- Nana vai Kim Hae-na (cameo)[6]